# Coccophagus timberlakei
Coccophagus timberlakei is een vliesvleugelig insect uit de familie Aphelinidae. De wetenschappelijke naam is voor het eerst geldig gepubliceerd in 1931 door Compere.